# Krum, Haskovo
Krum (în bulgară Крум) este un sat în comuna Dimitrovgrad, regiunea Haskovo,  Bulgaria. 

## Demografie
Componența etnică a satului Krum
     Bulgari (80,13%)
     Romi (18,24%)
     Nicio identificare (1,61%)
     Altele (0%)
La recensământul din 2011, populația satului Krum era de 433 locuitori. Din punct de vedere etnic, majoritatea locuitorilor (80,13%) erau bulgari, cu o minoritate de romi (18,24%). Pentru 1,61% din locuitori nu este cunoscută apartenența etnică.